# Brian Geraghty

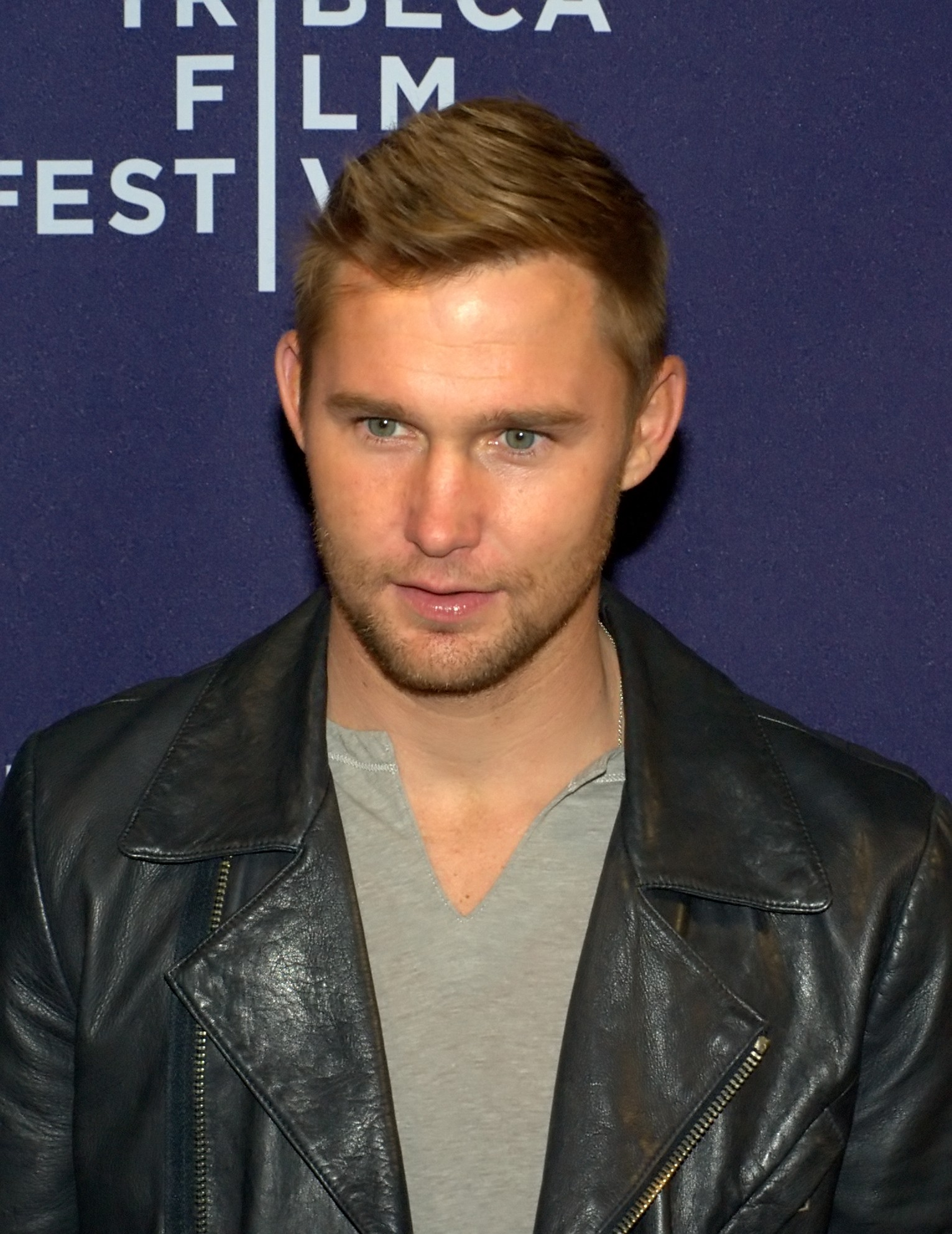
Brian Geraghty (2010)

Brian Timothy Geraghty (* 13. Mai 1975 in Toms River, New Jersey) ist ein US-amerikanischer Film- und Theaterschauspieler.

## Leben
Nach seinem Abschluss an der High School, 1993, absolvierte Geraghty eine Schauspielschule und zog anschließend nach New York City, wo er erste Engagements als Bühnenschauspieler erhielt. Um die Jahrtausendwende zog Geraghty nach Los Angeles, wo er 1999 in einer Episode von Law & Order sein Debüt als Filmschauspieler gab.
Sein jugendliches Aussehen ermöglichte es Geraghty, auch mit Anfang 30 noch jugendliche Charaktere um die 20 zu verkörpern, so auch 2006 in Bobby. In seiner Freizeit gibt er am Strand von Kalifornien Surfunterricht.

## Filmografie

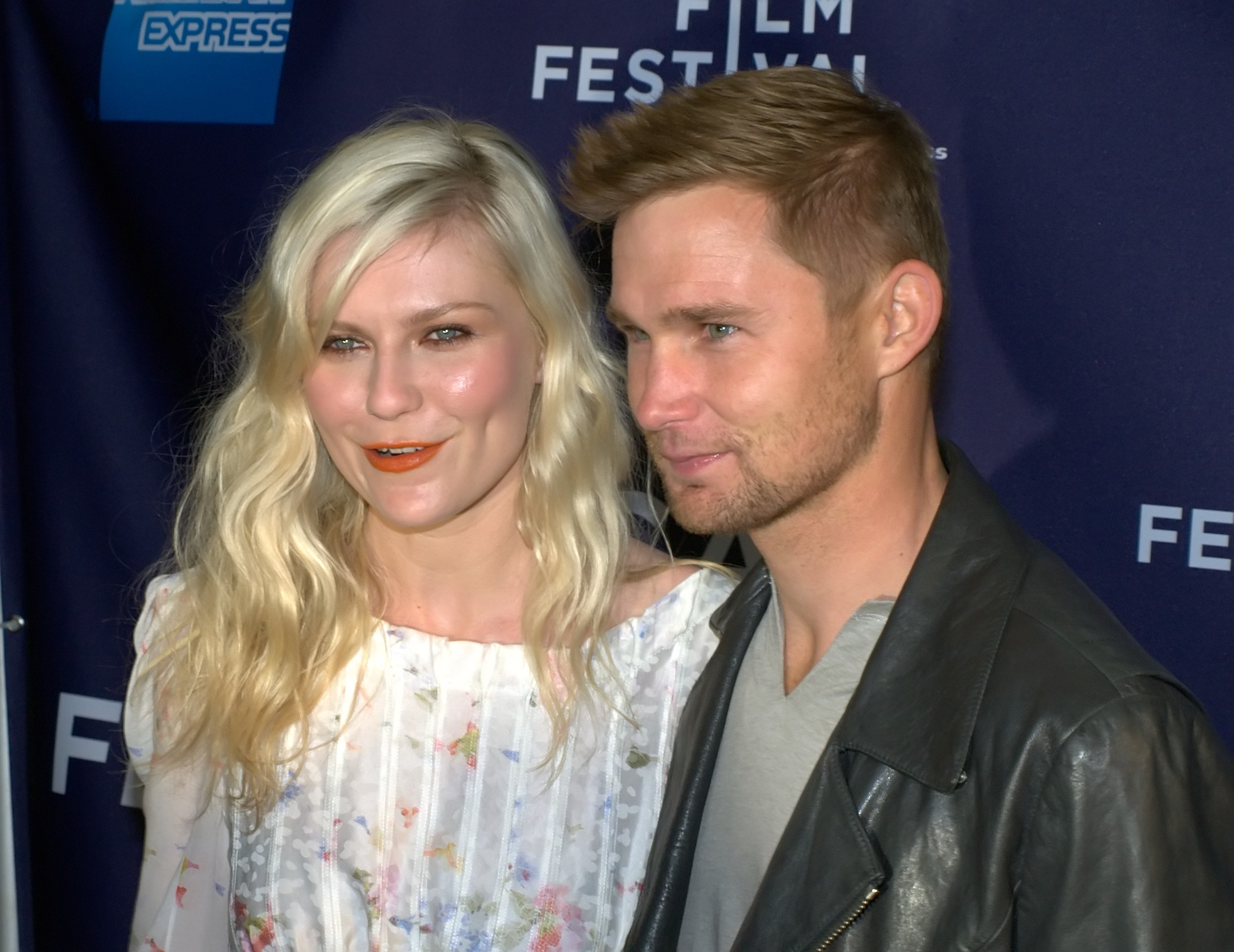
Brian Geraghty zusammen mit Kirsten Dunst auf dem Tribeca Film Festival (2010)

### Filme
- 2002: Aller Simple Pour Manhattan
- 2002: Town Diary
- 2004: Stateside
- 2005: Cruel World
- 2005: Jarhead – Willkommen im Dreck (Jarhead)
- 2005: Conversation(s) With Other Women (Conversations with Other Women)
- 2006: Art School Confidential
- 2006: Unbekannter Anrufer (When A Stranger Calls)
- 2006: Bobby
- 2006: The Optimist – Eine Familie mit besonderer Note (The Elder Son)
- 2006: Sie waren Helden (We Are Marshall)
- 2006: Jede Sekunde zählt – The Guardian (The Guardian)
- 2007: An American Crime
- 2007: Ich weiß, wer mich getötet hat (I Know Who Killed Me)
- 2008: Love Lies Bleeding
- 2008: Tödliches Kommando – The Hurt Locker (The Hurt Locker)
- 2009: Easier with Practice
- 2009: Last of the Ninth (Fernsehfilm)
- 2010: Open House
- 2010: Krews
- 2010: Das Chamäleon (The Chameleon)
- 2011: 10 Years
- 2011: Seven Days in Utopia
- 2012: ATM – Tödliche Falle (ATM)
- 2012: Flight
- 2013: Ass Backwards – Die Schönsten sind wir (Ass Backwards)
- 2013: Kilimanjaro
- 2014: Reine Männersache (Date and Switch)
- 2014: The Identical
- 2014: Loitering with Intent
- 2014: Wildlike
- 2017: My Days of Mercy
- 2018: The Standoff at Sparrow Creek
- 2019: Extremely Wicked, Shockingly Evil and Vile
- 2020: Blindfire
- 2024: Red Right Hand
- 2024: The Luckiest Man in America

### Serien
- 1999: Law & Order (Folge 9x10)
- 1999: Die Sopranos (The Sopranos, Folge 1x08)
- 2001: Ed – Der Bowling-Anwalt (Ed, Folge 1x19)
- 2010: Law & Order: Special Victims Unit (Folge 11x11)
- 2012: True Blood (3 Folgen)
- 2013: Boardwalk Empire (10 Folgen)
- 2014: Ray Donovan (9 Folgen)
- 2014–2016: Chicago P.D. (46 Folgen)
- 2014–2016: Chicago Fire (8 Folgen)
- 2015–2016: Chicago Med (3 Folgen)
- 2018: The Alienist – Die Einkreisung (The Alienist, 10 Folgen)
- 2020: The Fugitive (14 Folgen)
- 2020–2022: Big Sky (28 Folgen)
- 2022: Gaslit (2 Folgen)
- 2022–2025: 1923 (15 Folgen)

## Auszeichnungen
- 2006: Hollywood Film Award, für Bobby
- 2007: nominiert für den Screen Actors Guild Award, für Bobby